# Cixius chituana
Cixius chituana är en insektsart som beskrevs av Tsaur 1991. Cixius chituana ingår i släktet Cixius och familjen kilstritar. Inga underarter finns listade i Catalogue of Life.